# Ammannia
Ammannia je rod jednogodišnjeg raslinja iz porodice vrbičevki čije vrste (ima ih 106) rastu po svim kontinentima; u Europu su uglavnom uvezene.

## Vrste
1. Ammannia aegyptiaca Willd.
2. Ammannia alata (Immelman) S.A.Graham & Gandhi
3. Ammannia alternifolia H.Perrier
4. Ammannia anagalloides Sond.
5. Ammannia andongensis (Welw. ex Hiern) S.A.Graham & Gandhi
6. Ammannia angolensis (A.Fern. & Diniz) S.A.Graham & Gandhi
7. Ammannia angustifolia (A.Fern. & Diniz) S.A.Graham & Gandhi
8. Ammannia arnhemica (F.Muell.) S.A.Graham & Gandhi
9. Ammannia aspera Guill. & Perr.
10. Ammannia auriculata Willd.
11. Ammannia aurita (Koehne) S.A.Graham & Gandhi
12. Ammannia baccifera L.
13. Ammannia baumii (Koehne) S.A.Graham & Gandhi
14. Ammannia bequaertii (De Wild.) S.A.Graham & Gandhi
15. Ammannia brevistyla S.A.Graham & Gandhi
16. Ammannia burttii (Verdc.) S.A.Graham & Gandhi
17. Ammannia calcicola (H.Perrier) S.A.Graham & Gandhi
18. Ammannia capitellata (C.Presl) S.A.Graham & Gandhi
19. Ammannia cinerea (A.Fern. & Diniz) S.A.Graham & Gandhi
20. Ammannia coccinea Rottb.
21. Ammannia cordata Wight & Arn.
22. Ammannia crassicaulis Guill. & Perr.
23. Ammannia crinipes F.Muell.
24. Ammannia cymosa (Immelman) S.A.Graham & Gandhi
25. Ammannia debilis Aiton
26. Ammannia desertorum Blatt. & Hallb.
27. Ammannia dichotoma (Blume) S.G.Panigrahi
28. Ammannia dinteri (Koehne) S.A.Graham & Gandhi
29. Ammannia dodecandra DC.
30. Ammannia drummondii (A.Fern.) S.A.Graham & Gandhi
31. Ammannia elata A.Fern.
32. Ammannia engleri (Koehne) S.A.Graham & Gandhi
33. Ammannia erecta (Guill. & Perr.) S.A.Graham & Gandhi
34. Ammannia fernandesiana S.A.Graham & Gandhi
35. Ammannia fitzgeraldii R.L.Barrett
36. Ammannia fruticosa (A.Fern. & Diniz) S.A.Graham & Gandhi
37. Ammannia gazensis (A.Fern.) S.A.Graham & Gandhi
38. Ammannia gracilis Guill. & Perr.
39. Ammannia grayi S.A.Graham & Gandhi
40. Ammannia heptamera (Hiern) S.A.Graham & Gandhi
41. Ammannia herbacea W.J.de Wilde & Duyfjes
42. Ammannia heterophylla (H.Perrier) S.A.Graham & Gandhi
43. Ammannia icosandra (Kotschy & Peyr.) S.A.Graham & Gandhi
44. Ammannia involucrata S.A.Graham & Gandhi
45. Ammannia kilimandscharica (Koehne) S.A.Graham & Gandhi
46. Ammannia latifolia L.
47. Ammannia linearipetala A.Fern. & Diniz
48. Ammannia linearis (Hiern) S.A.Graham & Gandhi
49. Ammannia linifolia (Welw. ex Hiern) S.A.Graham & Gandhi
50. Ammannia loandensis Welw. ex Hiern
51. Ammannia luederitzii (Koehne) S.A.Graham & Gandhi
52. Ammannia lythroides (Welw. ex Hiern) S.A.Graham & Gandhi
53. Ammannia maxima (Koehne) S.A.Graham & Gandhi
54. Ammannia minima (Immelman) S.A.Graham & Gandhi
55. Ammannia moggii (A.Fern.) S.A.Graham & Gandhi
56. Ammannia mossambicensis (A.Fern. & Diniz) S.A.Graham & Gandhi
57. Ammannia mossiensis (A.Chev.) S.A.Graham & Gandhi
58. Ammannia muelleri (Hewson) S.A.Graham & Gandhi
59. Ammannia multiflora Roxb.
60. Ammannia nagpurensis T.Mathew & M.P.Nayar
61. Ammannia octandra L.f.
62. Ammannia palmeri (S.A.Graham) S.A.Graham & Gandhi
63. Ammannia parkeri (Verdc.) S.A.Graham & Gandhi
64. Ammannia parvula S.A.Graham & Gandhi
65. Ammannia passerinoides elw. ex Hiern.
66. Ammannia pauciramosa S.A.Graham & Gandhi
67. Ammannia pedicellata (Hiern) S.A.Graham & Gandhi
68. Ammannia pedroi (A.Fern. & Diniz) S.A.Graham & Gandhi
69. Ammannia petrensis (M.G.Gilbert & Thulin) S.A.Graham & Gandhi
70. Ammannia polycephala (Peter) S.A.Graham & Gandhi
71. Ammannia praetermissa (Kasselm.) Kasselm.
72. Ammannia prieuriana Guill. & Perr.
73. Ammannia pringlei (Rose) S.A.Graham & Gandhi
74. Ammannia prostrata Buch.-Ham. ex Dillwyn
75. Ammannia pubescens (Koehne) S.A.Graham & Gandhi
76. Ammannia purpurascens (A.Fern.) S.A.Graham & Gandhi
77. Ammannia quadriciliata H.Perrier
78. Ammannia radicans (Guill. & Perr.) S.A.Graham & Gandhi
79. Ammannia ramosissima (A.Fern. & Diniz) S.A.Graham & Gandhi
80. Ammannia rautanenii (Koehne) S.A.Graham & Gandhi
81. Ammannia rigidula (Sond.) S.A.Graham & Gandhi
82. Ammannia robertsii (F.Muell.) S.A.Graham & Gandhi
83. Ammannia robinsoniana (A.Fern.) S.A.Graham & Gandhi
84. Ammannia robusta Heer & Regel
85. Ammannia sagittifolia (Sond.) S.A.Graham & Gandhi
86. Ammannia saluta (Immelman) S.A.Graham & Gandhi
87. Ammannia santoi (A.Fern. & Diniz) S.A.Graham & Gandhi
88. Ammannia sarcophylla Welw. ex Hiern.
89. Ammannia schaeferi Koehne ex Engl.
90. Ammannia schinzii (Koehne) S.A.Graham & Gandhi
91. Ammannia schlechteri (A.Fern.) S.A.Graham & Gandhi
92. Ammannia senegalensis Lam.
93. Ammannia spathulata (A.Fern.) S.A.Graham & Gandhi
94. Ammannia striatiflora (Hewson) S.A.Graham & Gandhi
95. Ammannia stuhlmannii (Koehne) S.A.Graham & Gandhi
96. Ammannia teixeirae (A.Fern.) S.A.Graham & Gandhi
97. Ammannia tolypobotrys (Koehne) S.A.Graham & Gandhi
98. Ammannia triflora R.Br. ex Benth.
99. Ammannia uniflora Meijden
100. Ammannia urceolata Hiern
101. Ammannia verticillata (Ard.) Lam.
102. Ammannia volkensii (Koehne) S.A.Graham & Gandhi
103. Ammannia wardii (Immelman) S.A.Graham & Gandhi
104. Ammannia woodii (Koehne) S.A.Graham & Gandhi
105. Ammannia wormskioldii Fisch. & C.A.Mey.
106. Ammannia zambatidis (Immelman) S.A.Graham & Gandhi

## Sinonimi
- Ameletia DC.
- Ammannella Miq.
- Chrysolyga Willd. ex Steud.
- Cornelia Ard.
- Cryptotheca Blume
- Diplostemon DC. ex Miq.
- Ditheca Miq.
- Eutelia R.Br. ex DC.
- Hapalocarpum Miq.
- Hionanthera A.Fern. & Diniz
- Hoshiarpuria Hajra, P.Daniel & Philcox
- Hydrolythrum Hook.f.
- Nesaea Comm. ex Kunth
- Nesoea Wight
- Nexilis Raf.
- Ronconia Raf.
- Tolypeuma E.Mey.
- Trotula Comm. ex DC.